# 西滑川站
西滑川站（日语：／ Nishi-namerikawa eki */?）是隸屬於富山地方鐵道的鐵路車站，座落於富山縣滑川市，車站編號為T16。本站只停靠各停普通列車，上、下午繁忙時間的特別急行列車均不會停靠本站。本身為住無人站，平日早上7:00-8:30有職員負責收票及改札事宜，但不負責售賣車票。
自本站起至新魚津站一段皆與愛之風富山鐵道線並行。

## 車站結構
設有由組合板建成的單層站房一座，屬簡易車站模式，其中右側前方分間了一間現已停用的售票室，開放式閘口設於右側後方，附設有簡易式車票印發機。
站房右側為單車停泊場；左側原為空地，2013年進行了車站改善工程，加建了設獨立男、女洗手間1座。

## 月台配置
只設有側式月台1座，除中央位置設有附座位的簡易候車亭外，為全露天式月台。有效長度為4輛，但現時只使用靠向宇奈月溫泉方向一方的月台。
列車靠站時，往宇奈月溫泉站方向為左側上落，往上市站方向為右側上落。
| 路線  | 方向 | 目的地                                 | 備註 |
| ----- | ---- | -------------------------------------- | ---- |
| ■本線 | 上行 | 電鐵富山方向                           |      |
| ■本線 | 下行 | 中滑川、電鐵黑部、舌山、宇奈月溫泉方向 |      |

## 歷史
- 1913年6月25日：立山輕便鐵道 滑川站 - 五百石站開通，採用762mm軌距、蒸氣火車行駛，本站為中途站[1]。
- 1921年3月19日：本站改稱為「水橋口站」（晒屋駅）[2][3]。
- 1931年：

- 3月20日：富山電氣鐵道與立山鐵道（原：立山輕便鐵路）合併。
- 11月6日：本站至滑川站改道。

- 1943年1月1日：富山縣內所有鐵道會社合併於富山電氣鐵道下，改名為「富山地方鐵道」。
- 1958年10月2日：站名由「水橋口站」改回為「西滑川站」。
- 2019年3月16日：增設車站編號[5]。
- 2023年4月15日：隨時間表改正，急行列車加停本站[6]。

## 利用人數
| 1日上落人員推移 | 1日上落人員推移 |
| 年度            | 1日平均人數     |
| --------------- | --------------- |
| 2011年          | 51              |
| 2012年          | 51              |
| 2013年          | 49              |
| 2014年          | 48              |
| 2015年          | 50              |

## 相鄰車站
富山地方鐵道
■本線
特急「宇奈月」、「阿爾卑斯」
通過
急行
中加積（T14）－西滑川（T16）－中滑川（T17）
普通
西加積（T15）－西滑川（T16）－中滑川（T17）

## 外部連結
- 富山地方鐵道西滑川站公式網頁。 （页面存档备份，存于）（日語）